# Lynseia himantopoda
Lynseia himantopoda är en kräftdjursart som beskrevs av Gary C.B. Poore1987. Lynseia himantopoda ingår i släktet Lynseia och familjen borrgråsuggor. Inga underarter finns listade i Catalogue of Life.